# Adeline Dudlay
Adeline Élie Françoise Dulait, gekend als Mademoiselle Dudlay of Adeline Dudlay (Brussel, 22 april 1858 - Parijs, 15 november 1934) was een Frans-Belgische toneelactrice en lid van de Comédie-Française.

## Biografie
Adeline Élie Françoise Dulait werd in 1858 geboren in Brussel. Haar biologische vader, een magistraat wilde haar niet erkennen, waardoor ze de naam van haar moeder, Clotilde Dulait aannam. In 1867 ging ze studeren aan het Brussels Koninklijk Conservatorium, zeer tegen de zin van haar moeder maar Adeline kreeg de steun van de directeur François-Auguste Gevaert. Dulait kreeg les van Jeanne Tordeus die haar voorstelde aan Émile Perrin, de directeur van de Comédie-Française. 
1876 was een heel belangrijk jaar in het leven van Dulait. Op 3 januari stierf haar moeder en in hetzelfde jaar studeerde ze af aan het Conservatorium van Brussel met grote onderscheiding. In mei 1876 tekende ze een contract bij de Comédie-Française waar ze de eerste keer optrad in september in Parijs. Ze werd op 1 januari 1883 benoemd als 311ste lid van de Comédie-Française (Sociétaire de la Comédie-Française) en bleef er acteren tot haar pensioen in 1908.  Op 8 maart 1900 verwoestte een brand het Théâtre-Français. Jane Henriot stierf in de brand en Adeline Dudlay werd uit de vlammen gered door de brandweer van Parijs.
Dudlay stopte in 1908 en speelde nog een laatste toneelstuk buiten het Frans theater in 1911. Zij trok zich vervolgens terug in Landemer, Manche waar ze vaak haar oude professor Jeanne Tordeus ontmoette, met wie ze bevriend was. Ze begon met het schrijven van haar memoires met de hulp van haar neef, de dichter Charles Dulait, maar het project stopte na het overlijden van deze laatste in 1911. Adeline Dudlay stierf in Parijs op 15 november 1934 en ligt begraven op het Parijse cimetière du Père-Lachaise.

## Theater

### Bij deComédie-Française
- 1877: Andromaque van Jean Racine - Hermione
- 1883: Le Supplice d'une femme van Émile de Girardin en Alexandre Dumas - Mathilde
- 1893: La Reine Juana van Alexandre Parodi - Doña Juana
- 1902: Rome vaincue van Alexandre Parodi - Pasthumia
- 1904: Hamlet van William Shakespeare, adaptatie van Alexandre Dumas en Paul Meurice - Gertrude
- 1907: Electra van Sophocles : Clytemnestre

### Buiten de Comédie-Française
- 1911: Le Martyre de Saint-Sébastien van Gabriele d'Annunzio, théâtre du Châtelet

## Fotogalerij

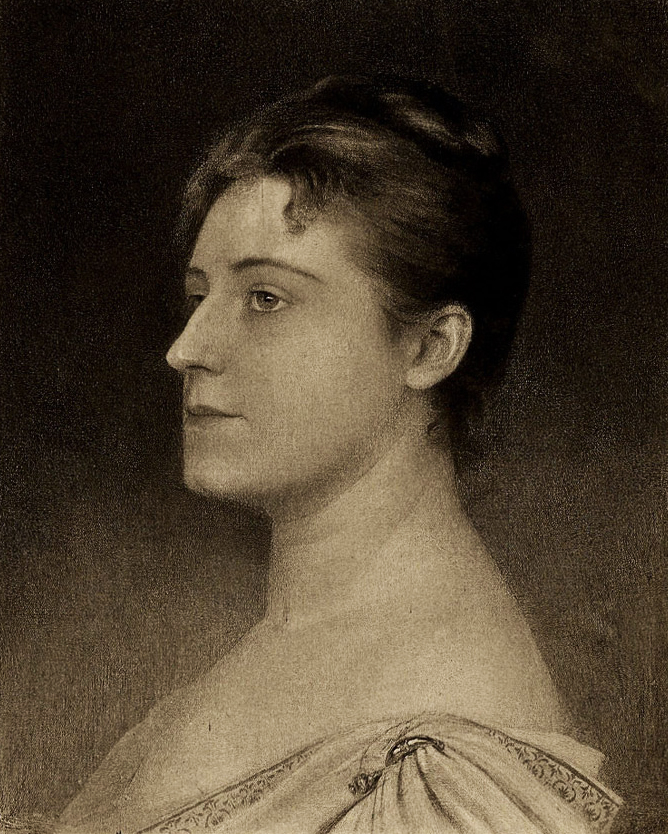
Adeline Dudlay door Louis-Maurice Boutet de Monvel
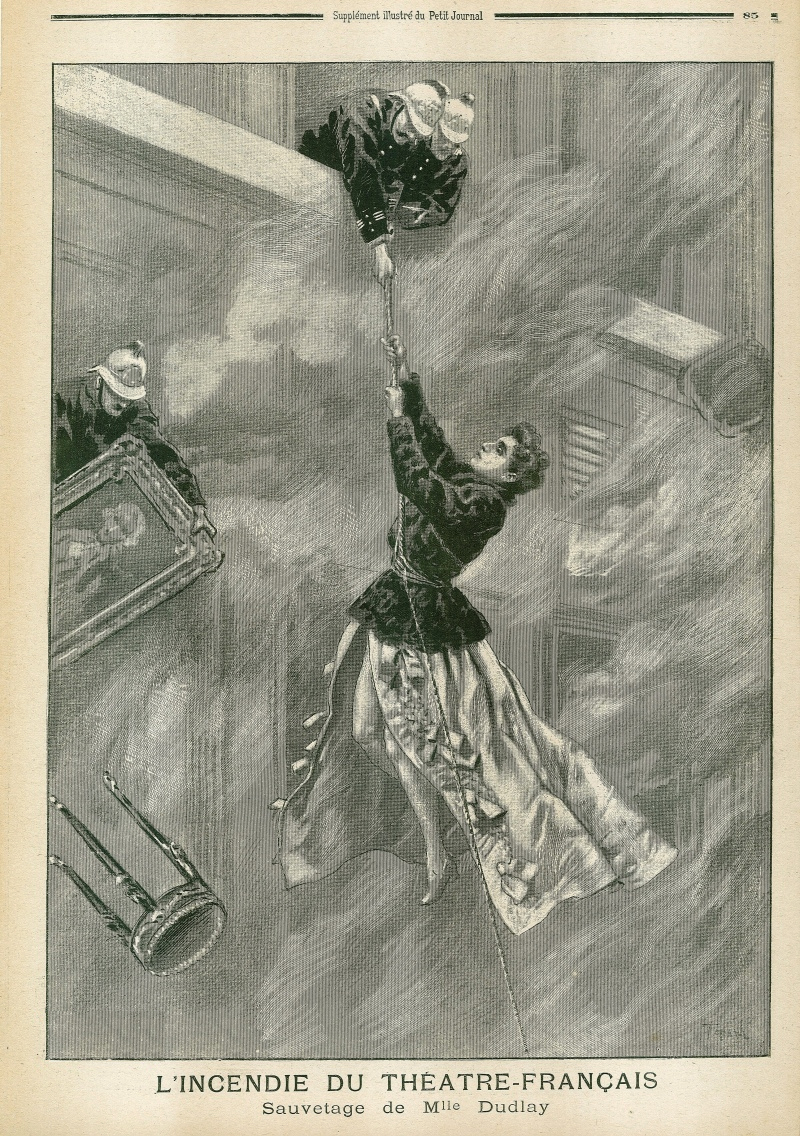
Adeline Dudlay sauvée des flammes in 1900 (illustratie in Le Petit Journal)
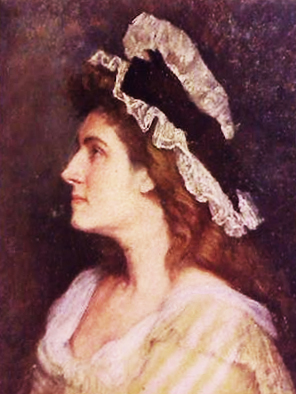
Voorblad van het tijdschrift Comœdia
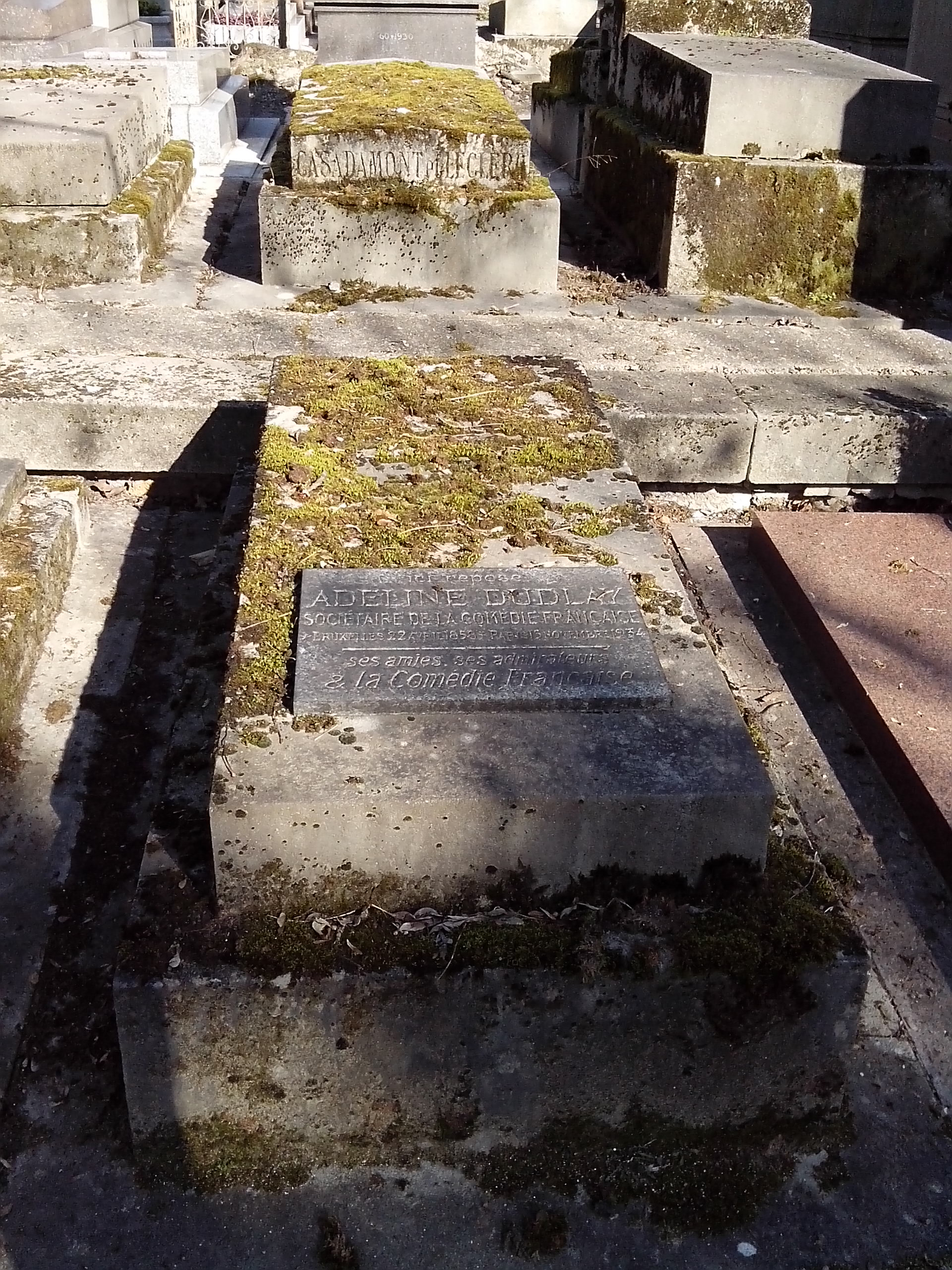
Graf op het cimetière du Père-Lachaise, Parijs